# Andrei Deleanu
Andrei Deleanu (n. 1956, Timișoara, România) este un pianist român contemporan.

## Biografie
Andrei Deleanu a urmat cursurile Liceului de muzică din Timișoara, astăzi Colegiul Național de Artă, studiind cu eminenta profesoară Ella Philipp, căreia i s-a dedicat începând cu anul 2011 un Concurs internațional de concerte pentru pian și orchestră. A urmat apoi studiul pianistic la Academia de muzică din Cluj, la Conservatorul Ciprian Porumbescu din București și la Berlin, avându-i printre alții ca profesori pe Gabriel Amiraș, G. Sava, Klaus Hellwig, György Sebök.

## Activitate
Andrei Deleanu a debutat ca solist în concerte simfonice în 1974, la Timișoara, conduse de dirijorul Remus Georgescu. A concertat în continuare cu toate orchestrele simfonice din România. A susținut concerte solistice și peste hotare, în Germania, Italia, Rusia, Coreea, Ungaria, Statele Unite ale Americii. A înregistrat pentru Societatea Română de Radiodifuziune, Televiziunea Română, Electrecord (Max Reger), Thalassa Records (Johannes Brahms). Este laureat al Concursului internațional de pian „Valentino Bucchi” (Roma, 1984) și a primit de două ori (în 1981 și 1986) premiul Asociației criticilor muzicali din România. Este doctorand al Universității Naționale de Muzică din București.
Din 1983 este solist concertist al Filarmonicii „Marea Neagră” Constanța, preluând și funcția de director între anii 2001-2003.  A realizat cu această filarmonică integrala concertelor pentru pian de Beethoven (1993), Brahms (1998) și o parte din concertele pentru clavecin de J.S. Bach (2000). S-a lansat și în interpretarea integralei celor zeci de sonate de Haydn.
În perioada 6-13 decembrie 1997, Andrei Deleanu a fost invitat la inițiativa Guvernului S.U.A. să reprezinte România la SSASAA (Salzburg Seminar American Studies Alumni Association), sesiunea 352 a Seminarului de la Salzurg (Austria), având ca temă „Muzică pentru un nou mileniu”. S-a specializat în domeniul pedagogiei muzicale și a studiilor aprofundate de citire partitură (Bucuresti, 2001-2006) și este autorul unui program de analiză „Harmonia, modele și distrbuții statistice în muzica pe 4 voci".